# Cristoforo Benigno Crespi
Cristoforo Benigno Crespi (* 18. Oktober 1833 in Busto Arsizio; † 5. Januar 1920 in Mailand) war ein italienischer Baumwollindustrieller.
Die von Crespi in der italienischen Gründerzeit aufgebaute Baumwollindustrie hat als Industriedenkmal die heute als Weltkulturerbe kategorisierte Arbeitersiedlung Crespi d’Adda hinterlassen. Die in maurischem Stil gehaltene Villa Crespi in Orta San Giulio (Piemont) gilt als interessantes Beispiel des Exotismus in der italienischen Architektur. Crespis Sohn und Erbe Silvio Benigno Crespi galt bis zur Insolvenz seiner Firma im Jahre 1929 als eines der einflussreichsten Mitglieder der italienischen Industrie und war Mitunterzeichner des Friedensvertrages von Versailles.